# تيرأواي (لعبة فيديو)
تيرأواي (بالإنجليزية: Tearaway)‏، هي لعبة فيديو مغامرات ومنصات، طورتها ميديا موليكول ونشرتها سوني كمبيوتر إنترتينمنت سنة 2013، وهي متوفرة على بلاي ستيشن فيتا حصريًا.

## وصلات خارجية
- Tearaway website نسخة محفوظة 4 أبريل 2013 على موقع واي باك مشين.
- Tearaway.me (companion website)